# Caroline Polachek
Caroline Polachek   (Nova York, 20 de juny de 1985) és una cantant, productora i compositora nord-americana. Criada a Connecticut, Polachek va cofundar la banda de pop indie Chairlift mentre estudiava a la Universitat de Colorado. El duet, sorgit de l'escena musical de Brooklyn de finals dels anys 2000, es va donar a conèixer amb l'èxit sorpresa "Bruises". L'any 2014, va publicar el seu primer projecte en solitari, Arcadia, com a Ramona Lisa. Amb el sobrenom CEP, va publicar Drawing the Target Around the Arrow el 2017.
Chairlift es va separar el 2017 i Polachek va començar a formar una carrera amb el seu propi nom. El seu àlbum Pang, amb un so avant-pop, es va publicar el 2019 i va ser aclamat per la crítica; d'aquest àlbum, el senzill "So Hot You're Hurting My Feelings" es va fer viral. El 2023, Polachek va publicar Desire, I Want To Turn Into You, el seu primer àlbum que va entrar a les llistes de diversos territoris. A més, va ser nominat a "Millor producció d'àlbum" als Premis Grammy.
Polachek ha col·laborat extensament amb altres artistes, com ara Blood Orange, Fischerspooner, Charli XCX, Oneohtrix Point Never i Flume, a més d'escriure material per a Beyoncé (" No Angel").

## Primers anys
Polachek va néixer a Manhattan, Nova York, el 20 de juny de 1985, filla de James Montel Polachek (1944-2020), professor d'història xinesa i músic clàssic de formació, i Elizabeth Allan. La seva família es va traslladar a Tòquio, Japó, on va viure fins als 6 anys, i després es va instal·lar a Greenwich, Connecticut, on Polachek va començar a cantar a la coral quan feia tercer de primària. Va començar a tocar el sintetitzador des de ben jove, quan el seu pare li va regalar un teclat Yamaha per dissuadir-la de "donar la tabarra" amb el piano.
Els pares de Polachek es van divorciar el 1994. Es descriu a si mateixa com a "una noia molt hiperactiva" i que els seus pares li posaven música d'Enya per calmar-la. El seu pare va morir a causa de la covid-19 el 2020. Polachek explica que la seva exposició primerenca a les cançons tradicionals japoneses i als temes d'anime va influir en la seva educació musical. Quan era adolescent, va començar a anar a Nova York per assistir a concerts, que eren una barreja depost-hardcore emo, punk DIY i jazz. Mike Patton, de Faith No More, la va deixar entrar una vegada a un concert a Knitting Factory quan li van negar l'entrada per portar un document d'identitat fals. Va tocar en un parell de grups de música a l'institut i a la universitat.

## Trajectòria

### 2006-2012: inicis, Chairlift i col·laboracions

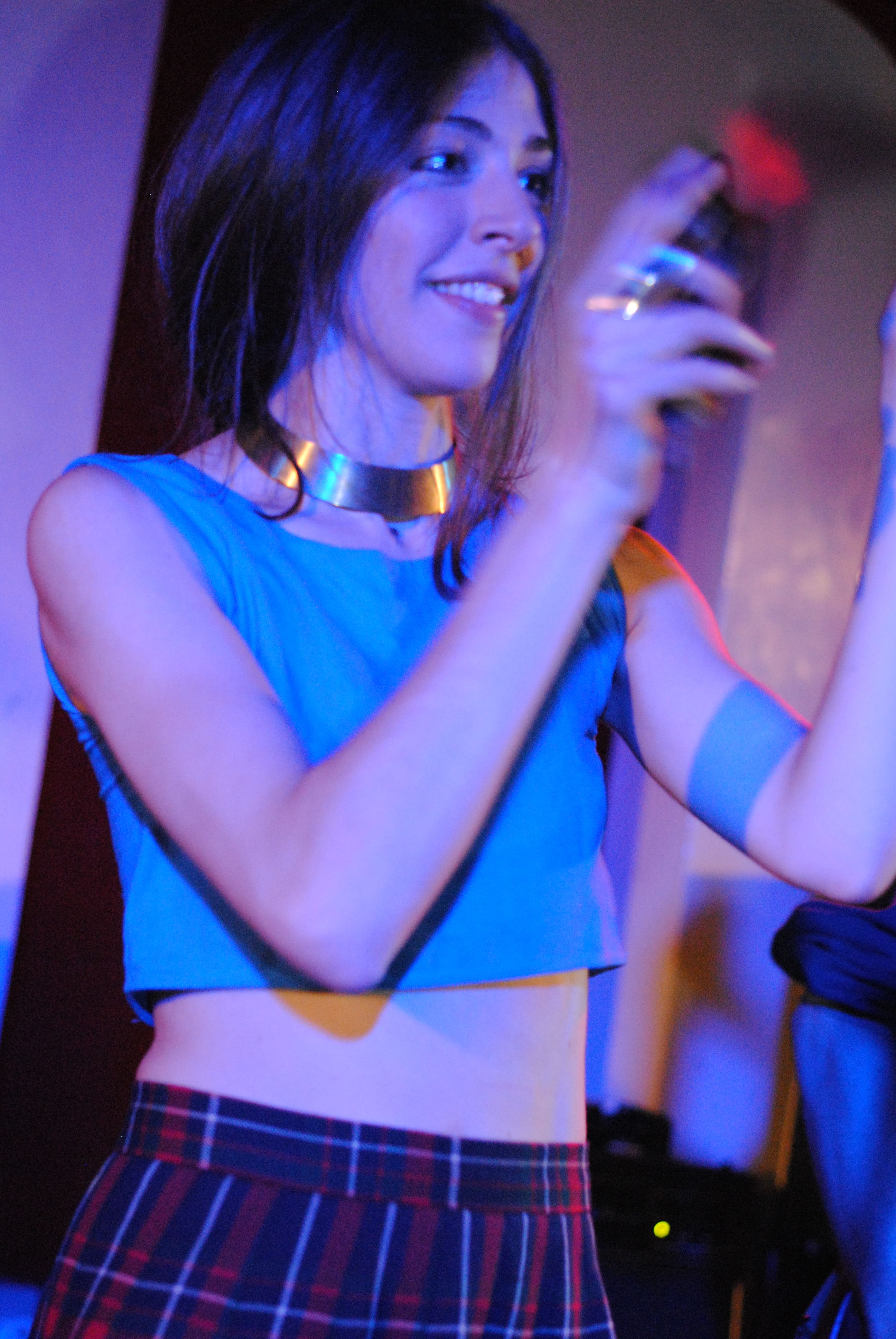
Polachek amb Chairlift el 2012

Polachek va fundar el grup Chairlift amb el músic Aaron Pfenning després de conèixer-se durant el seu segon any a la Universitat de Colorado. Es van traslladar a Nova York, on Polachek va estudiar art a la Universitat de Nova York. A principis del 2007, Patrick Wimberly es va unir al grup. Aquell any, van publicar el seu primer EP, Daylight Savings, seguit pel seu àlbum d'estudi debut, Does You Inspire You, el 2008.
Polachek i Wimberly van continuar com a duet per escriure i produir el seu segon àlbum d'estudi Something (2012), juntament amb els productors Dan Carey i Alan Moulder. A més, Polachek va dirigir els vídeos musicals de l'àlbum, com ara "Amanaemonesia" i "I Belong in Your Arms".
El 2008, Polachek va fundar el cor Girl Crisis amb 12 cantants femenines més, en què hi havia membres d'Au Revoir Simone i Class Actress. Entre el 2008 i el 2013, el grup va arranjar i gravar dues versions per any, entre les quals es poden trobar cançons de Black Sabbath, Nirvana, Leonard Cohen, The Bangles i Ace of Base.
El 2010, Polachek va col·laborar amb Jorge Elbrecht, del grup de Brooklyn Violens, per gravar un "sgin" de "Never Let You Go" de Justin Bieber: "Vam entrar a YouTube per trobar un vídeo entre els millors èxits i vam trobar "Never Let You Go". Llavors vam decidir fer el que anomenem un "sgin" (anagrama de la paraula "sing" ["canta" en anglès]), és a dir, una cançó original escrita específicament per sincronitzar-se amb el vídeo silenciat d'una altra persona". El mateix any, també va gravar un duet amb Violens, "Violent Sensation Descends (French Duet Version)" i més tard, el 2011, va rodar i va dirigir el vídeo musical de la seva cançó "It Couldn't Be Perceived". Va tornar a col·laborar amb Elbrecht a l'EP Gloss Coma 001 el 2013, que inclou el senzill "I.V. Aided Dreams".
El 2012, Polachek va aparèixer a la cançó "Everything Is Spoiled by Use" d'Ice Choir, un projecte en solitari de Kurt Feldman, de Pains of Being Pure at Heart; també en va dirigir i editar el vídeo musical. El 2013 va col·laborar amb Blood Orange al tema "Chamakay" i, el 2018, a "Holy Will". També el 2013 va coescriure i coproduir "No Angel", que va aparèixer al cinquè àlbum d'estudi de Beyoncé, anomenat Beyoncé. Gràcies a la seva feina de producció i gravació, se la va incloure en la nominació de Beyoncé al Grammy a l'Àlbum de l'Any de la 57a edició. El mateix any també va fer les veus a "Unhold", del grup espanyol de dance alternatiu Delorean.

### 2013-2015:Arcadia

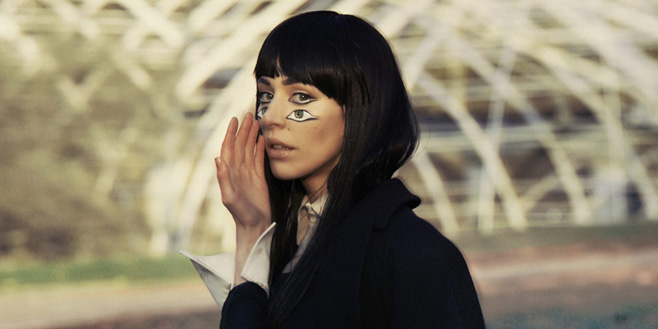
Polachek com a Ramona Lisa el 2014

Polachek va començar a fer actuacions amb el sobrenom de Ramona Lisa el 2013, que prové d'un antic pseudònim que Polachek utilitzava a Facebook. Va anunciar el seu primer àlbum d'estudi autoproduït com a Ramona Lisa, titulat Arcadia, el febrer del 2014. Polachek va descriure l'àlbum com a "música electrònica pastoral ".
Polachek va començar a escriure l'àlbum durant una residència artística a la Villa Medici de Roma, Itàlia. En una entrevista a Pitchfork, va descriure com l'època que va passar a Roma va inspirar el so d'Arcadia: "Quan mirava per la finestra a Roma, volia que aquest tipus de música electrònica se sentís tan orgànica com el que estava veient. No crec que cap de les eines que faig servir sigui especialment nova (molts dels instruments MIDI fa 15 anys que existeixen), però les composicions els fan sonar menys electrònics, més misteriosos". L'àlbum sencer es va gravar al portàtil de Polachek, sense instruments ni micròfons externs, excepte per gravar enregistraments de camp dels sons del seu entorn. La veu la va enregistrar directament amb el micròfon integrat de l'ordinador, aprofitant armaris d'hotels, portes tranquil·les d'aeroports i vestidors buits durant la gira mundial de Chairlift. L'art de l'àlbum és del fotògraf novaiorquès Tim Barber.
A principis del 2014, Polachek va compondre i produir partitures instrumentals per a les passarel·les i els vídeos promocionals de les dissenyadores de moda Proenza Schouler i Tess Giberson. A l'abril, va fer una instrumentació per a una actuació en directe dels artistes India Menuez i Hayden Dunham a la galeria SIGNAL de Brooklyn. A l'octubre, Polachek va instrumentar "HappyOkay", un vídeo de ballet dirigit per Elena Parasco i produït per House of Makers i Last Hour. La coreografia era de Peter Lueng del Het Nationale Ballet, la companyia de dansa més gran dels Països Baixos, i la van interpretar Harrison Ball, Joseph Gordon i Megan LeCrone del New York City Ballet.

### 2016-2017: fi de Chairlift iDrawing the Target Around the Arrow

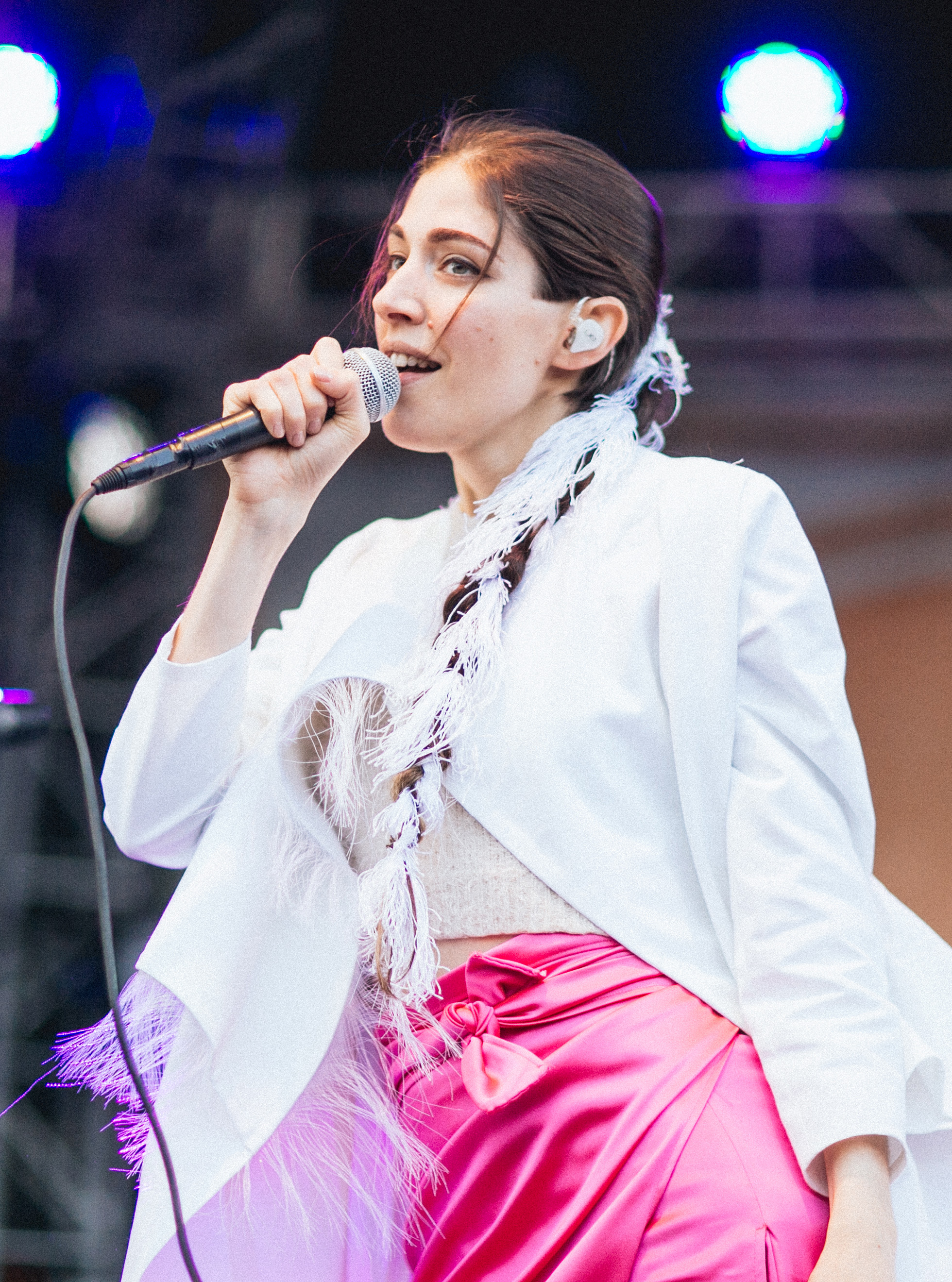
Polachek actuant el 2016

El 22 de gener del 2016, Chairlift va publicar el seu tercer i últim àlbum d'estudi, Moth. El desembre d'aquell mateix any, el grup va anunciar que se separava, però que faria una gira final a la primavera del 2017.
El gener del 2017, Polachek va publicar el seu segon àlbum d'estudi en solitari, Drawing the Target Around the Arrow, sota les seves inicials, CEP. Havia d'actuar al Moogfest 2018, però se'n va desdir el desembre del 2017 quan el festival va anunciar la llista d'artistes femenines que actuarien aquell any, malgrat que l'alineació principal del festival era predominantment masculina. Va fer una declaració a Twitter dient: "Això no és cosa dels artistes ni de la seva música, sinó de la política del festival i de tirar-se floretes a ells mateixos. Fer-ho sense el permís de les artistes és explotador i poc professional", i va afegir que "Moogfest, i tots els altres festivals, simplement tenen la responsabilitat de normalitzar la inclusivitat".
Polachek va aparèixer al senzill "Ashes of Love" de Danny L Harle el 2016. El 2017, va aparèixer en dues cançons del recopilatori Pop 2 de Charli XCX: com a artista destacada a "Tears" i com a vocalista a "Delicious", en la qual apareix Tommy Cash. El 2018, Polachek va aparèixer a la versió que va fer Felicita de la cançó tradicional polonesa "Był sobie król" i que va incloure en el seu àlbum d'estudi debut Hej! amb el títol "Marzipan".

### 2019-2020:Pang
El juny del 2019, va debutar com a Caroline Polachek amb el senzill "Door". En un comunicat de premsa per al senzill, Polachek va anunciar que era l'inici d'un nou projecte, en col·laboració principalment amb el membre de PC Music Danny L Harle. Al juliol, Polachek va publicar dos senzills del projecte, titulats "Ocean of Tears " i "Parachute", i va començar a perfilar el que seria proper el seu pròxim àlbum d'estudi, Pang, que va publicar el 18 d'octubre, juntament amb el quart senzill "So Hot You're Hurting My Feelings". L'àlbum va ser aclamat per la crítica i es va aparèixer a les llistes de final d'any de molts crítics. Un àlbum de remix titulat Standing at the Gate: Remix Collection es va publicar en vinil el 16 d'abril del 2021. Per promocionar-lo, Polachek va publicar cinc remix de l'àlbum com a senzills, així com una versió de "Breathless" de The Corrs.
El 2019, Polachek va compondre juntament amb Yung Jake el senzill "RIP Harambe", publicat per l'empresari Elon Musk sobre el goril·la captiu assassinat el 2016 del mateix nom. El 2020, va aparèixer a "La vita nuova" de Christine and the Queens i va fer una aparició especial al curtmetratge sobre l'EP homònim. Després la cançó va ser remesclada per diversos productors, com ara el fundador de PC Music, A.G. Cook.

### 2021-actualitat:Desire, I Want to Turn Into You

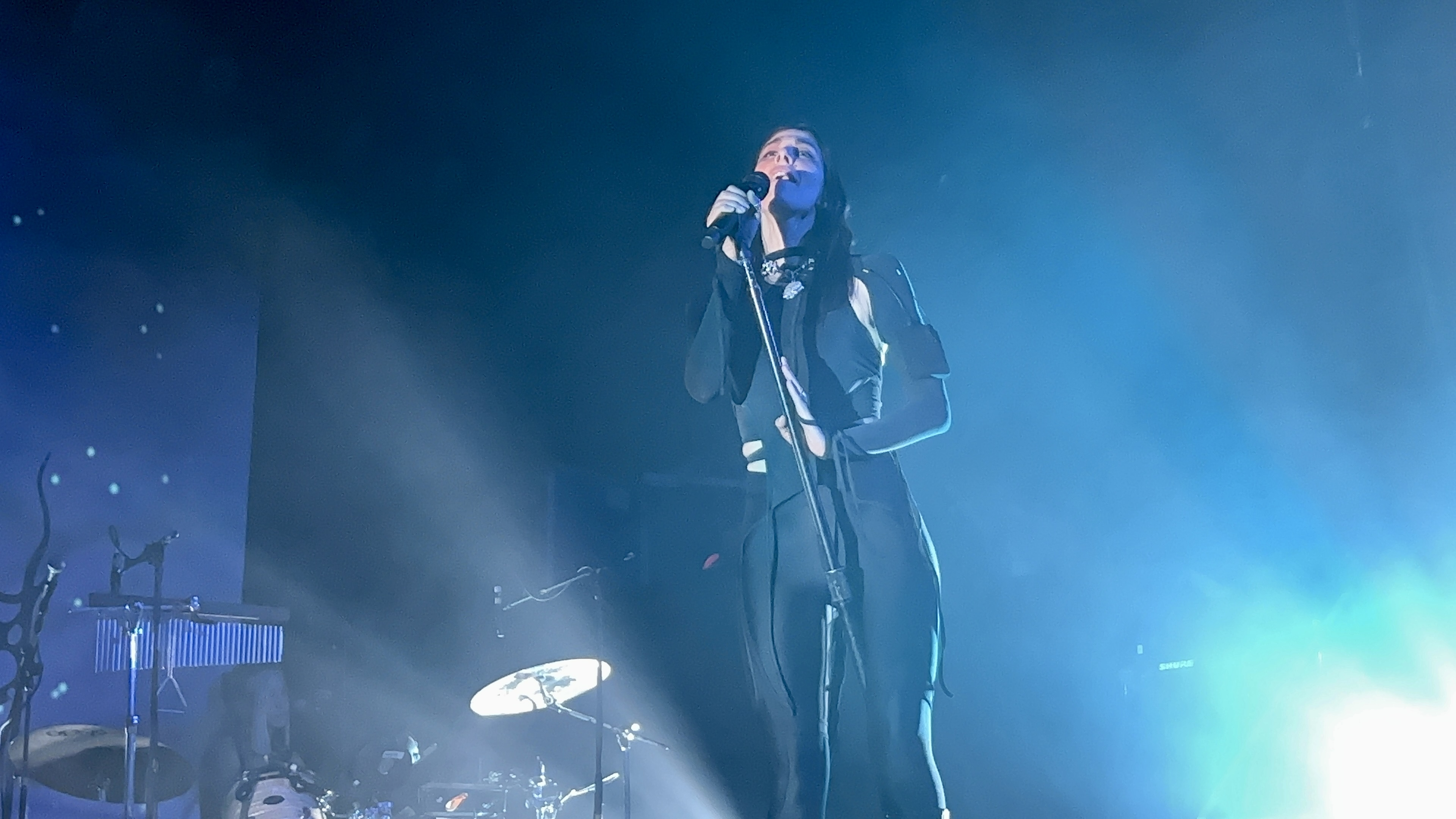
Polachek actuant el 2021

El setembre del 2021, es va anunciar que Polachek una de les teloneres de la gira Future Nostalgia Tour de Dua Lipa. La gira va començar el 9 de febrer del 2022. El 4 de novembre del 2021, Charli XCX va publicar "New Shapes", amb Christine and the Queens i Polachek, com a segon senzill del seu àlbum d'estudi Crash (2022).
El 14 de juliol del 2021, Polachek va publicar el senzill "Bunny Is a Rider", una altra col·laboració amb Harle; va dir a la revista Crack que la cançó formava part d'un projecte futur. Al desembre, Pitchfork va posar "Bunny Is a Rider" al capdamunt de la seva llista de "Les 100 millors cançons del 2021". El 9 de febrer del 2022, Polachek va publicar el senzill "Billions". Al març, va aparèixer al senzill "Sirens" del productor de música electrònica australià Flume, que es va publicar abans del seu següent àlbum d'estudi Palaces. Al juny, Polachek va confirmar que estava treballant en el seu quart àlbum d'estudi i va publicar una foto a l'estudi amb Danny L Harle a Instagram. Va gravar una versió de "Bang Bang (My Baby Shot Me Down)" per a la banda sonora de Minions: L'origen de Gru, publicada l'1 de juliol del 2022. El 17 d'octubre es va publicar el seu senzill amb sons flamencs "Sunset", una coproducció amb Sega Bodega.
El 5 de desembre del 2022, Polachek va publicar el senzill "Welcome to My Island" i va anunciar el seu segon àlbum d'estudi com a Caroline Polachek, Desire, I Want to Turn Into You, que sortiria el 14 de febrer del 2023. L'àlbum va ser aclamat per la crítica i inclou els quatre senzills ja publicats: "Bunny Is a Rider", "Billions", "Sunset" i "Welcome to My Island". Després del llançament, va començar l'Spiraling Tour per Europa i Amèrica del Nord.
La seva cançó "Sunset" de Desire, I Want To Turn Into You apareix a la pel·lícula del 2023 After. Aquí acaba tot.
El 17 d'octubre del 2023, Polachek va publicar el senzill "Dang". Mesos més tard, el 7 de febrer del 2024, va treure un remix de la seva cançó "Butterfly Net" amb Weyes Blood. Els dos temes es van incloure més tard a la reedició de Desire, anomenada Everasking Edition, que es va publicar només una setmana després. El 2 de maig del 2024, Polachek va publicar el senzill "Starburned and Unkissed", que apareix a la pel·lícula I Saw the TV Glow.

## Art

### Estil musical
L'estil musical de Polachek s'ha descrit principalment com a pop alternatiu així com a art pop, indie pop, pop experimental, i avant-pop. Shaad D'Souza, de The Guardian, va escriure: "Abans que 'Running Up That Hill' tornés a les llistes de vendes, Polachek es perfilava per ser alguna cosa així com la Kate Bush de la Generació Z, una productora i vocalista interessada en la música que és formalment excèntrica i que no demana perdó per res".

### Influències
La crítica musical ha descrit les influències de Polachek com a "eclèctiques". Quan se li va preguntar sobre la seva primera influència musical a la revista Interview, va respondre que "probablement va ser Enya". En viure al Japó fins als sis anys, va estar exposada a cançons tradicionals japoneses i temes d'anime que, segons ella, van influir en la seva educació musical; va afirmar que el cant japonès consisteix en "molta [tonalitat] menor i pentatònica, amb melodies molt angulars que crec van quedar atrapades al meu subconscient". Va anomenar Mishio Ogawa en particular com a "una de les [seves] influències més importants". Com a altres influències vocals, s'inclouen la cançó "Ti Sento" de Céline Dion i Matia Bazar. També afirma que haver muntat a cavall de petita l'ha ajudat a "[aprendre] molt sobre el ritme i la veu".
Polachek diu que "va créixer agenollada a l'altar de la música alternativa" i que Björk, Kate Bush i Fiona Apple van ser les seves "heroïnes absolutes" quan era adolescent. El seu alter ego Ramona Lisa es va inspirar en "artistes de qui no es podia separar el seu aspecte de la seva música", com Nirvana, Marilyn Manson i David Bowie. Va anomenar aquests artistes, juntament amb Björk i Busta Rhymes, com a influències de la seva identitat visual. També ha qualificat Paddy McAloon de Prefab Sprout com el seu "lletrista preferit" i va afirmar que troba "molta inspiració d'artistes contemporanis com Rosalía o Doja Cat, que juguen amb els sons". També la troba en àmbits "més abstractes" més enllà de la música, com ara els paisatges; en una entrevista del 2024 amb Out, va comentar que les orenetes eren les seves ànimes bessones musicals.
Polachek també va mencionar Kittie com una de les seves influències per a la seva cançó "totalment grunge", "Starburned and Unkissed".

## Vida personal
El casament de Polachek el 2015 amb l'artista Ian Drennan va ser fotografiat sobre manera per la revista Vogue. Es van divorciar el 2017. Des de desembre del 2022, té una relació amb l'artista Matt Copson. L'octubre del 2023, Polachek va cosignar una carta oberta publicada al president Joe Biden instant-lo a demanar un alto el foc a Gaza.

## Discografia

### Com a Ramona Lisa
- Arcadia (2014)

### Com a CEP
- Drawing the Target Around the Arrow (2017)

### Com a Caroline Polachek
- Pang (2019)
- Desire, I Want to Turn Into You (2023)

## Gires

### Artista principal
- Pang Tour (2019-2020)[78]
- Heart Is Unbreaking Tour (2021)[79]
- Spiraling Tour (2023)[80]

### Telonera
- Dua Lipa - Future Nostalgia Tour (2022)
- The 1975 - At Their Very Best (2023)